# Олимпос
Олимпос (на гръцки: Όλυμπος) е село и община в Гърция в северната част на остров Карпатос (част от Додеканезките острови) в областта Южен Егей.
Селото е амфитеатрално разположено на 250 m надморска височина в подножието на планината Олимп, на която дължи името си. Днес тази планина се нарича Свети Илия, тъй като на върха ѝ е построен параклис в чест на светеца.
В античността недалеч от днешното село е било разположено основаното от дорийците селище Врискус, от което са запазени някои руини, погребални камери и останките от три раннохристиянски храма. Около 7 – 8 в. Врискус е напуснат от жителите си, които бягайки от нападенията на сарацините, се преселват на сегашното естествено укрепено място далеч от морския бряг. Тук от височините те са имали възможност да наблюдават пристигането на вражески кораби, както и да си сигнализират с помощта на сигнални огньове с другите селища на острова при наличие на опасност.
Заради изолираността на селото в него са запазени много стари автентични обичаи и занаяти, жителите му говорят все още на стария архаичен диалект, а жените още носят традиционните носии. Освен това Олимпос е едно от малкото места по света, управлявано само от жени, които изглежда са се нагърбили да вършат цялата работа докато мъжете са заети с танци, песни и свирене на различни музикални инструменти, сред които традиционните за тях гайда и гъдулка.
В Олимпос могат да се видят и доста мелници (днес изпочупени), в които в миналото са преработвани пшеницата и ечемика от околните селища, например от Авлона.

## Население
Според преброяването от 2011 г. населението на Олимпос е 556 жители.